# سوزانا استرادا
سوزانا استرادا (به انگلیسی: Susana Estrada؛ زادهٔ ۱۸ ژوئن ۱۹۵۰) بازیگر و خوانندگی اهل اسپانیا است. وی از سال ۱۹۷۳ میلادی تاکنون مشغول فعالیت بوده است.